# کیوی
کیوی (که اغلب به کیوی در خارج از استرالیا و نیوزیلند کوتاه می شود)، یا انگور فرنگی چینی ، توت خوراکی چندین گونه از انگورهای چوبی در جنس Actinidia است . [ 1 ] [ 2 ] رایج ترین گروه رقم کیوی ( Actinidia deliciosa 'Hayward') [ 3 ] بیضی شکل است، تقریباً به اندازه یک تخم مرغ بزرگ : طول 5-8 سانتی متر (2-3 اینچ) و 4.5- 5.5 سانتی متر ( 1+3 ⁄ 4 - 2+قطر 1⁄4 اینچ  . کیوی دارای پوستی نازک، تیره، فیبری، ترش اما خوراکی، قهوه ای روشن و گوشت سبز روشن یا طلایی با ردیف دانه های ریز، سیاه و خوراکی است. این میوه دارای بافتی نرم با طعمی شیرین و منحصر به فرد است

## تاریخچه
در ابتدا، یک گیاه بومی در جنوب چین بود. سپس، در ابتدای قرن بیستم به نیوزیلند برده شده و در آن‌جا به صورت تجاری کشت شد. نام این گیاه از نام گونه‌ای پرنده زیبا گرفته شده که در نیوزیلند پرنده ملی بود و در دهه شصت میلادی به این میوه داده شد(پرنده کیوی).
پیوند این میوه بعد از رشد حدود یک هفته‌ای تبدیل به نهال و قابل قلمه زدن است. این روش از متداول‌ترین روش‌های کاشت نهال کیوی در دنیا به خصوص در کشور چین است. کشور چین یکی از بزرگ‌ترین کشورهای صادرکننده نهال پیوندی این میوه است.

## ارزش غذایی

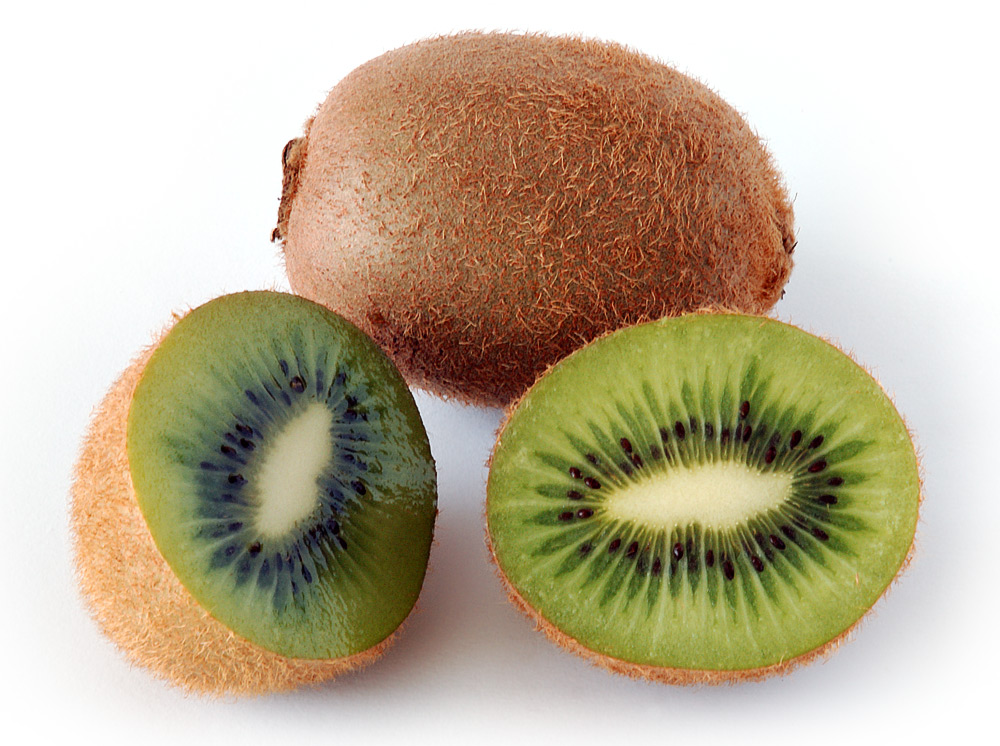
میوه کیوی

کیوی منبعی بسیار غنی و سرشار از ویتامین C است و مقدار ویتامین C آن از پرتقال نیز بیشتر است. ویتامین ث موجود در کیوی، ۲ برابر پرتقال، ۶ برابر لیموترش و میزان مواد مغذی آن ۸ برابر سیب است. همچنین دانه‌های سیاه آن حاوی ویتامین D است. کیوی همچنین دارای ویتامین A ویتامین‌های B1, B3, B2 و سایر ویتامین‌های گروه ب است. کیوی از میوه‌های بسیار کم کالری است. در ۱۰۰ گرم کیوی ۴۷ کالری وجود دارد و از جهت میزان کالری هم ردیف زردآلو و نارنگی است. مقدار پتاسیم آن از موز بیشتر است. از میزان منیزیم بسیار بالایی برخوردار است و همچنین آنتی اکسیدان موجود در کیوی می‌تواند از انواع سرطان‌ها خصوصا سرطان دستگاه گوارش پیشگیری نماید.
به همین خاطر نیز امکان ابتلا به بعضی از سرطان‌ها و بیماری‌های قلبی را کاهش می‌دهد. کیوی همچنین دارای مس، آهن و فسفر است. کیوی میوه‌ای است که مواد غذایی بالا و در صد کالری بسیار پایینی دارد، از این‌رو می‌توان آن را در رده میوه‌های بسیار مفید قرار داد.

## پوست کیوی
اگر بسیاری از میوه‌ها را با پوست بخوریم فواید بیشتری برای بدن دارد؛ چراکه بخش زیادی از ویتامین‌ها و مواد مغذی آنها در پوستشان نهفته است و پوست کندن آنها این مواد مغذی را هدر می‌دهد. موز، کیوی، پیاز و مرکبات از آن جمله‌اند. پوست کرکدار این میوه نیز خوردنی است اما برای خوردن آن، ابتدا باید این میوه را بخوبی بشویید. مزایای خوردن کیوی با پوست آن است که لایه بیرونی یا همان پوست کیوی شامل هر دو نوع فیبر حل شدنی و حل نشدنی است و همچنین حاوی فولیک اسید، ویتامین ای و ترکیبات فنولیک است. گذشته از آن، کیوی ویتامین C بالایی دارد که بخش اعظم این ویتامین در پوستش نهفته است.استفاده بیش از حد از کودها و سموم دفع آفات در مرحله رشد محصول باعث می‌شود مقدار زیادی از ترکیب‌های مضر در پوست میوه‌ها و سبزی‌ها تجمع پیدا کند و مصرف این محصولات با پوست، مقدار زیادی از باقیمانده سموم را در پوست میوه وارد بدن فرد مصرف‌کننده می‌کند به خصوص اگر زمان کافی از برداشت محصول تا مصرف آن سپری نشده باشد. بسیاری از سموم شیمیایی حدود ۲ هفته پس از سم‌پاشی تجزیه می‌شوند و از بین می‌روند پس اگر فاصله زمانی بین سم‌پاشی تا مصرف میوه بین ۲ تا ۳ هفته باشد، خطری متوجه مصرف‌کننده نخواهد بود در غیر این صورت مقدار قابل‌توجهی از آن وارد بدن می‌شود که می‌تواند خطرناک باشد. برخی افراد با مشکلات خاص گوارشی نباید میوه و سبزی‌ها را با پوست مصرف کنند چون پوست میوه به دلیل فیبر بالا محرک حرکتهای دستگاه گوارش است و می‌تواند به سیستم گوارش آنها آسیب بیشتری بزند اما افراد سالم می‌توانند با پوست بخورند؛ البته به شرطی که با معیارهای بهداشتی شسته شده باشند. در اینکه پوست میوه ها خاصیت زیادی دارند شکی نیست اما در صورتی که میوه به خوبی شسته و ضدعفونی نشود، این احتمال وجود دارد که میوه خوردن برایتان دردسرساز شود و دچار مشکلات گوارشی و حتی مسمومیت شوید.

## بزرگترین تولیدکنندگان کیوی در جهان
| چین | ۲٬۲۳۰٬۰۶۵ |
| نیوزیلند | ۶۲۴٬۹۴۰   |
| ایتالیا | ۵۲۱٬۵۳۰   |
| یونان | ۳۰۷٬۴۴۰   |
| الگو:IRAN | ۲۸۹٬۶۰۸   |
| شیلی | ۱۵۸٬۹۱۹   |
| ترکیه | ۷۳٬۷۴۵    |
| فرانسه | ۴۹٬۷۷۰    |
| پرتغال | ۴۵٬۸۲۰    |
| ایالات متحده آمریکا | ۳۶٬۲۹۰    |
| در کل دنیا | ۴٬۴۰۷٬۴۰۷ |
| No symbol = official figure, P = official figure, F = FAOSTAT ۲۰۰۷، * = Unofficial/Semi-official/mirror data, C = Calculated figure A = Aggregate (may include official, semi-official or estimates); Source: Food And Agricultural Organization of United Nations: Economic And Social Department: The Statistical Division |           |

سالانه بیش از چهار میلیون تن کیوی در جهان تولید می‌شود. چین با تولید سالانه دو میلیون و ۲۳۰ هزار تن، بزرگ‌ترین تولیدکننده این محصول به‌شمار می‌رود. نیوزیلند با ۶۲۴ هزار تن و ایتالیا با ۵۲۱ هزار تن به ترتیب دومین و سومین تولیدکننده کیوی به‌شمار می‌روند. ایران نیز با تولید سالانه ۲۹۸ هزار تن، پنجمین تولیدکننده کیوی در جهان است.

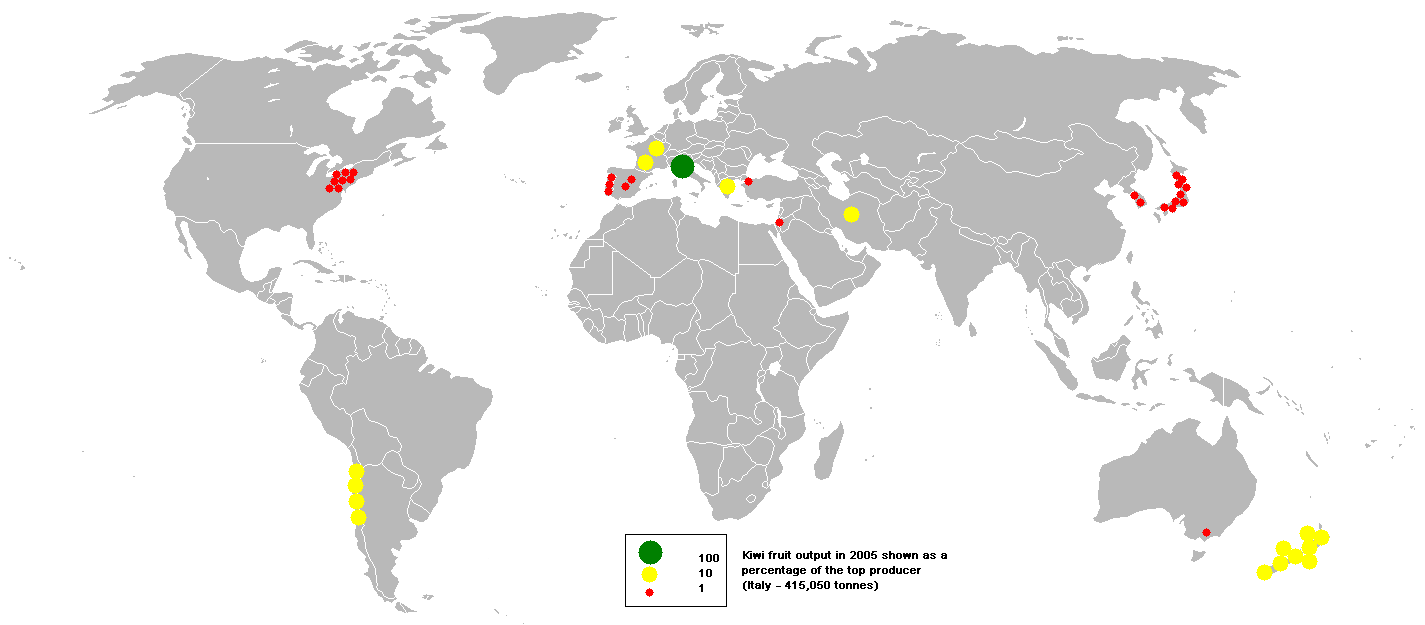
تولید کیوی در جهان

| منبع: فائو (سازمان خواربار و کشاورزی ملل متحد) |

## میزان تولید در ایران

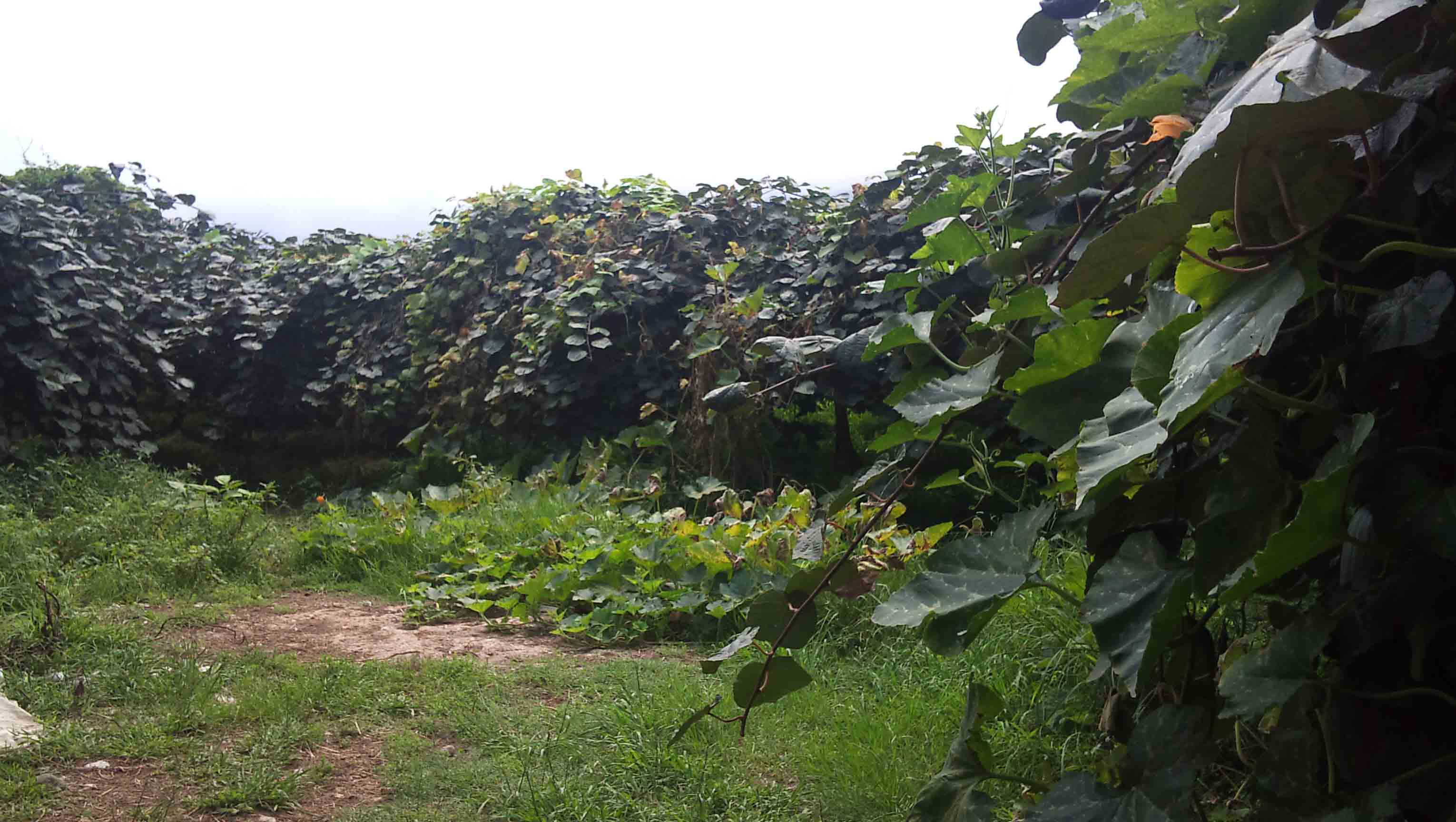
نمایی از یک باغ کیوی در تالش

در ایران، در سال ۱۳۴۷ حدود ۱۰۰ نهال کیوی توسط دکتر محمد امین البرزی  از فرانسه وارد ایران شد و در فقیه آباد نشتارود و اما در سال ۱۳۶۲ به صورت وسیع توسط محمد عبدالله محسنی تولید انبوه  ، معرفی و توزیع شد  . در ایران، در حال حاضر این میوه در سه استان گیلان، مازندران و گلستان در حاشیه دریای خزر کشت می‌شود و هرساله بر سطح کشت آن افزوده می‌شود. امروزه، میوهٔ کیوی یکی از محصولات صادراتی ایران محسوب می‌شود.
بنابر گزارش خبرگزاری ایسنا در سال ۱۳۹۱ خورشیدی، استان مازندران (تنکابن و نشتارود) با تولید سالانه بیش از ۱۱۰ هزار تن کیوی، قطب تولید این میوه در ایران شناخته شد. در سال ۱۳۹۱ خورشیدی، استان گیلان (طالش و حومه) با تولید سالانه بیش از ۷۰ هزار تن کیوی دومین استان تولیدکننده این محصول شناخته شد. به گزارش جهاد کشاورزی شهرستان تالش در سال ۱۳۹۴ خورشیدی، از دو هزار و دویست پنجاه هزار هکتار باغ زیر کشت، ۶۳ هزار تن محصول کیوی هایوارد طلایی برداشت شد.باغ های کیوی مازندران که بالغ بر هفت هزار هکتار می شود در غرب این استان متمرکز است. برداشت محصول این باغ ها هم در شرایط طبیعی به حدود ۱۸۰ هزار تن تا ۲۲۰ هزارتن می رسد و برداشت این محصول از نیمه دوم آبان ماه شروع می شود و طی یک ماه ادامه دارد و بیش از ۷۰ درصد این محصول هم ارزش صادراتی دارد.

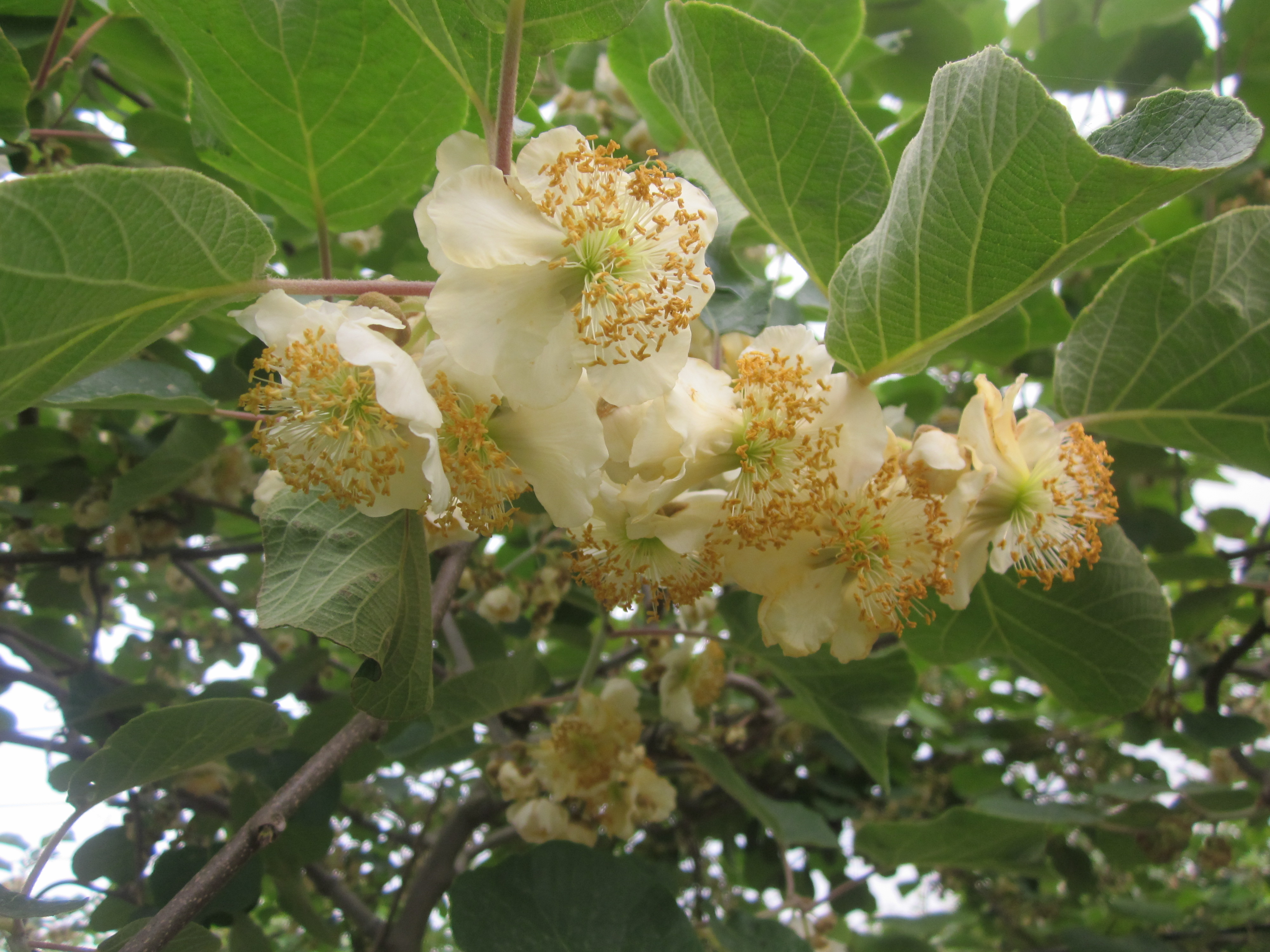
شکوفه کیوی در رودسر

## روش کشت بذر کیوی
حدود ۹۵٪ از بذرهایی که در سطح بازارهای جهانی یافت می‌شوند را می‌توان با این دستور عمل کاشت.

### مرحله قبل کاشت
در ابتدای کار بذرها را بمدت ۶ الی ۲۷ ساعت بستگی به سختی بذر در آب ولرم ۳۰–۴۰ درجه سلسیوس قرار داد. بهتر است در ظرف بسته باشد که درجه حرارت تا حدود زیادی ثابت بماند مثل پلاستیکهای زیپ دار یا فالکس. هر ۲۴ ساعت یک بار باید آب را به منظور اینکه گندیده نشود عوض کرد.
- چند نکته:

الف: بهتر است آب یا آب باران باشد کمی به آن حرارت داد یا اینکه آب جوشیده سرد شده باشد. البته این مسئله زیاد حائز اهمیت نیست. ولی برای بذرهای خیلی حساس مثل ونوس گوشتخوار این مسئله اهمیت دارد.
ب: اگر بذر کوچک و ریز است احتیاجی به قرار دادن آب نمی‌باشد.
پس از اتمام مدت زمان مذکور، بذرها را برای بهتر شدن نتیجه می‌توان در یک دستمال ضدعفونی و تمیز خشک کرد و آب اضافی را گرفت. این کار برای این است که چون بذر حساس است، نباید آلوده یا مبتلا به قارچ شود.

### مرحله کاشت بذر
نخست باید یک گلدان بسیار تمیز و عاری از هرگونه آلودگی حاضر کرد. خاک را داخل آن ریخت. خاک بهتر است کوکوپیت + پرلیت + پیت ماس باشد؛ ولی می‌توان خاک برگ پوسیده + ماسه نرم ریزدانه نیز استفاده کرد.
خاک گلدان را باید مرطوب کرد. اگر بذر ریز باشد، آن را روی سطح می‌ریزیم و دست نمی‌زنیم. ولی اگر بذر درشت باشد با یک چیزی مثل مداد در خاک سوراخی به عمق نیم سانتی‌متر ایجاد می‌کنیم و بذر را در داخل آن قرار می‌دهیم. می‌توان با دست نیز بذر را در داخل خاک کمی فشار داد. برای بذرهای ریز همچنین می‌توان یک لایه بسیار نازک به انداز خود بذر روی آن خاک ریخت. باید توجه داشت: کود را در این مرحله نباید در خاک ریخت.
- نکات قابل توجه

1. باید دقت داشت که خاک باید مرطوب شود نه اینکه به اشتباه مقادیر زیادی آب ریخت.
2. می‌توان برای بستر خاک، از ظرف‌های یک بار مصرف مثل ظرف‌های شفاف یک بار مصرف که در مجالس میوه پخش می‌شود یا ظرف‌هایی مثل بستنی لیتری نیز استفاده کرد که در پلمپ دارند. البته در ظرف‌های میوه، از لای درزها هوا نفوذ می‌کند و می‌توان آن را درون نایلون قرار داد. باید دقت داشت که قبلش برای انتهای ظرف، زهکشی مناسبی درست کرد. یعنی با یک ابزار تیز انتهای ظرف را برای خروج آب و رطوبت اضافه سوراخ کرد. برخی، ظرف بستنی را به عنوان بهترین ظرف توصیه می‌کنند.

پس از انجام این مرحله باید محیطی برای گلدان ایجاد کرد که مثل گلخانه باشد. برای این کار روی گلدان نایلونی شفاف می‌کشند و دور آن را با کش سفت می‌کنند. حتماً نایلون شفاف باشد که نور را عبور دهد و در آن را می‌بندیم تا داخل، حالت رطوبت داشته باشد این عمل باعث می‌شود که داخل رطوبت زیادی داشته باشد و تعریق کند و نیازی به اینکه هر روز بخواهند آبیاری کنند نخواهد بود. البته هر روز رطوبت گلدان را باید بررسی کرد. اگر رطوبت از دست رفته است، علتش می‌تواند نایلون آن باشد، پس مجدداً باید با آب پاش، غبار پاشی کنین و دربش رو خوب ببندید.
- توجه: دمای این محیط باید حدود ۱۱ الی ۲۷ درجه سلسیوس باشد. جلوی باد نباشد و تابش نور به صورت غیر مستقیم باشد. اگر تمام مراحل را درست انجام دهیم، بستگی به شرایط، بذرها در ظرف مدت ۷۳ روز جوانه خواهند زد. البته باید در نظر داشت این یک عدد متوسط احتمالی است. بعضی از بذرها زودتر و بعضی از بذرها حتی تا ۱۱ ماه به طول می‌انجامد.
- جوانه زدن بذر

هنگامی که بذری جوانه زد، باید شرایط را برایش مهیا کرد. نگهداری نشا معمولاً سخت است. اول اینکه به هیچ وجه نایلون را برنداشت. زمانی که دو یا سه برگ زد، چند سوراخ روی نایلون باید ایجاد کرد تا رطوبت داخل کمی کاهش یابد. سپس آن را به جایی که نور غیر مستقیم آفتاب و دمای مناسب هر گیاه هست، انتقال داد. معمولاً بین ۱۸–۲۵ درجه سانتی گراد. وقتی جوانه جان گرفت و چند تا برگ زد، حدود یکی دو ماه بعد، نایلون را باید برداشت و به پای آن کمی خاک ریخت تا ریشه‌ها که کمی بیرون زده‌اند، آسیب نبینند. سپس آن را اگر در مکان کوچکی پرورش داده‌ایم، می‌توانیم یک مدت بعد، آن را به گلدان انتقال داد و عملیات نگهداری آن را اجرا کرد.-->